# Philippe Loiseau
Philippe Loiseau (ur. 24 listopada 1957 w Chartres) – francuski polityk i samorządowiec, działacz Frontu Narodowego, poseł do Parlamentu Europejskiego VIII kadencji.

## Życiorys
Z zawodu rolnik. W 1992 wstąpił do skrajnie prawicowego Frontu Narodowego. Awansował w strukturze partyjnej, został sekretarzem Regionu Centralnego i departamentu Eure-et-Loir. Uzyskiwał mandat radnego miejskiego w Lucé i radnego regionalnego.
W 2014 Philippe Loiseau uzyskał mandat eurodeputowanego VIII kadencji, gdy z jego objęcia przed rozpoczęciem kadencji zrezygnowała Jeanne Pothain.